# Гарской
Гарской — опустевший посёлок в Лукояновском районе Нижегородской области. Входит в состав Тольско-Майданского сельсовета.

## География
Находится в южной части Нижегородской области на расстоянии приблизительно 9 километров по прямой на восток-юго-восток от города Лукоянов, административного центра района. 

## Население
Постоянное население составляло 17 человек (русские 100%) в 2002 году, 6 в 2010. По состоянию на 2020 год опустел.